# Rochas
Rochas è una azienda francese di moda creata nel 1925 da Marcel Rochas, che nel 2003 entra a far parte del gruppo Procter & Gamble che possiede anche il marchio Escada. Il marchio Rochas è principalmente conosciuto per il profumo Femme.
Rochas ottiene particolare riconoscibilità nel mondo della moda, quando viene assunto Olivier Theyskens come direttore creativo nel 2002.
Nel corso degli anni, il marchio Rochas ha vestito clienti celebri come Nicole Kidman, Jennifer Aniston, Kirsten Dunst, Kate Bosworth, Jennifer Lopez, Rachel Weisz, e Sarah Jessica Parker. Nel 2006, il Council of Fashion Designers of America ha premiato Theyskens con il prestigioso International Award.
Ciononostante, nel luglio 2006, Procter & Gamble ha annunciato l'interruzione della divisione moda Rochas.
Dal 2009 lo stilista Marco Zanini disegna le collezioni Rochas, avendo cambiato radicalmente l'estetica proposta da Theyskens.